# Kollegiengasse (Jena)

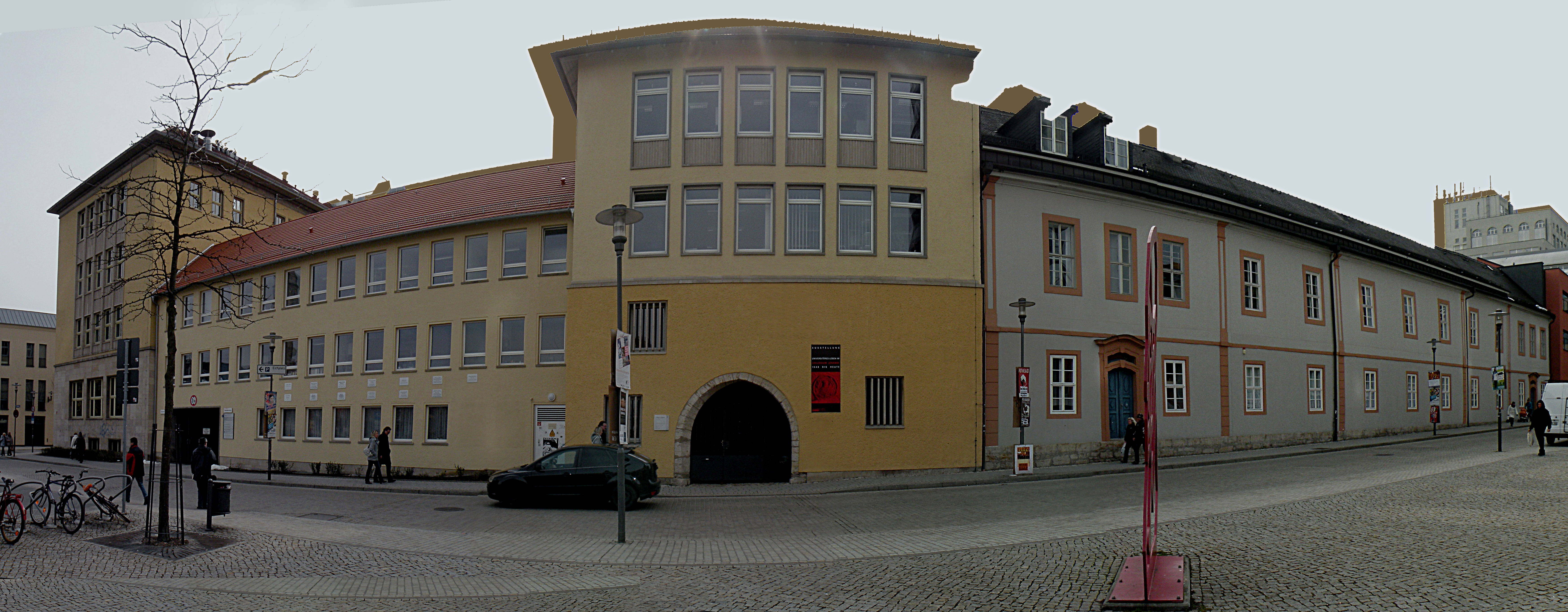
Collegium Jenense (2013)

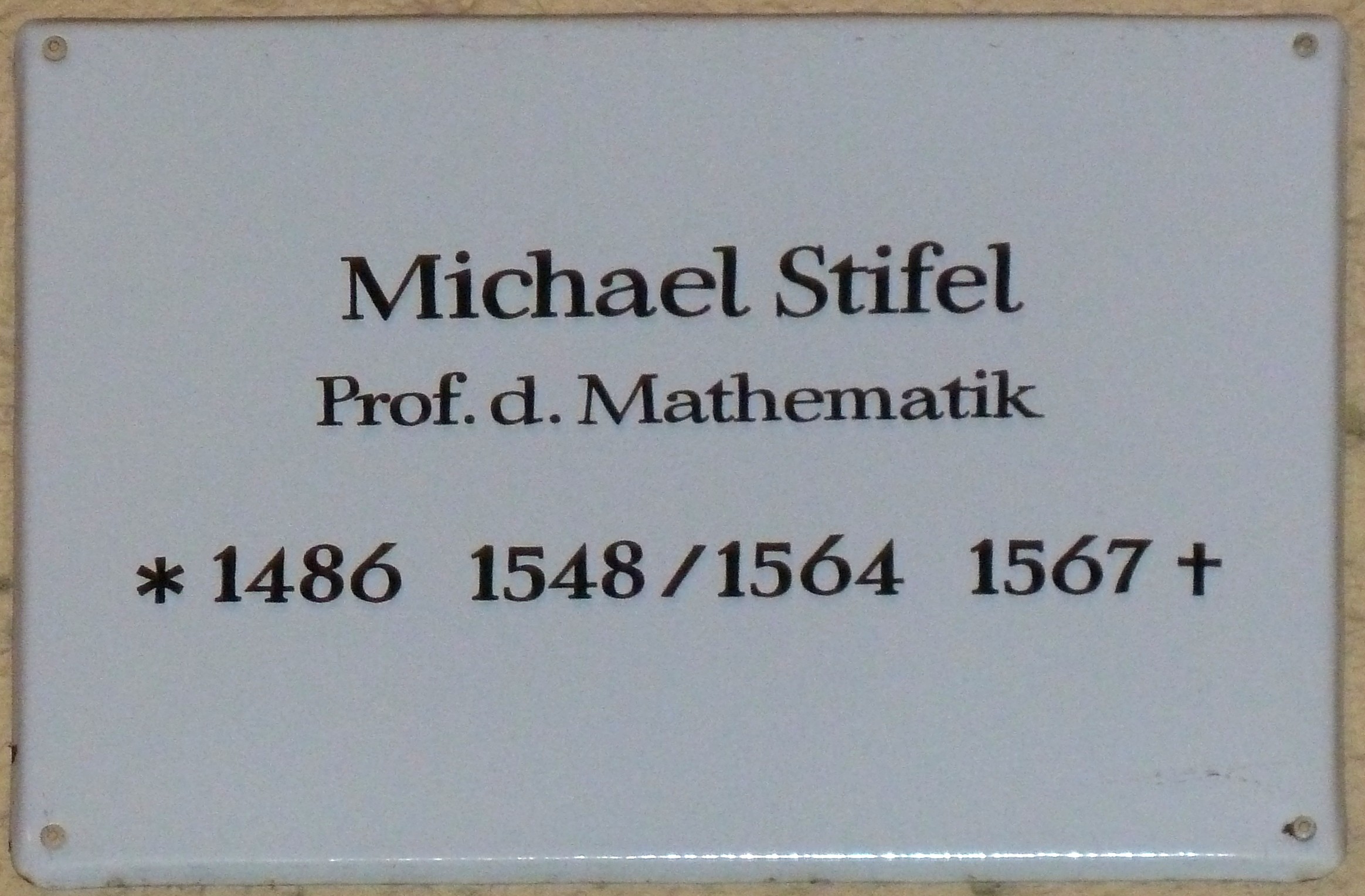
Gedenktafel Kollegiengasse für Michael Stifel

Die Kollegiengasse ist ein Straßenzug in der Altstadt von Jena.
Sie liegt im Stadtzentrum und geht von der Löbderstraße bis zum Leutragraben. Im Unterschied zur Kollegiengasse im benachbarten Weimar bezieht sich die Namensgebung nicht auf ansässige Ministerien, sondern auf die Universität Jena und ihre Einrichtungen. Nicht weit davon entfernt ist der Jentower. Die einstige Klosteranlage Collegium Jenense, der Gründungsort der Jenaer Universität, wird außer vom Leutragraben, vom Teichgraben, dem Nonnenplan und der Kollegiengasse räumlich begrenzt. In Jena gibt es viele Gedenktafeln für Professoren, die hier gewirkt hatten insbesondere am Collegium Jenense. Nur einer der vielen davon ist für den Professor der Mathematik Michael Stifel (1484–1567), der aber eigentlich Theologe gewesen war. In der Kollegiengasse 12 befindet sich der historische Karzer. In der Kollegiengasse 9 befindet sich eine Abteilung des Universitätsklinikums Jena, die der Physiologie.
Das erwähnte Collegium Jenense steht auf der Liste der Kulturdenkmale in Jena.